# Stadion Miejski w Gewgeliji
Stadion Miejski (mac. Градски стадион, Gradski stadion) – stadion piłkarski w Gewgeliji, w Macedonii Północnej. Obiekt może pomieścić 2000 widzów. Swoje spotkania rozgrywają na nim piłkarze klubu Kożuf Gewgelija.